# Pringleochloa stolonifera
Pringleochloa stolonifera är en gräsart som först beskrevs av Eugène Pierre Nicolas Fournier, och fick sitt nu gällande namn av Frank Lamson Scribner. Pringleochloa stolonifera ingår i släktet Pringleochloa och familjen gräs. Inga underarter finns listade i Catalogue of Life.